# Яросик, Анджей
Анджей Владислав Яросик (пол. Andrzej Władysław Jarosik, 26 ноября 1944, Сосновец — 23 апреля 2024, Сен-Мандрие-сюр-Мер) — польский футболист, игравший на позиции нападающего. Прежде всего известный по выступлениям за «Заглембе» (Сосновец), в составе которого провёл большую часть своей игровой карьеры, став лучшим бомбардиром клуба в истории, а также национальную сборную Польши, вместе с которой стал Олимпийским чемпионом 1972 года.

## Клубная карьера
Во взрослом футболе дебютировал в 1958 году выступлениями за команду клуба «Заглембе» (Сосновец), в которой провёл шестнадцать сезонов, приняв участие в 265 матчах матче чемпионата, в которых забил 113 голов, что является рекордом клуба. В составе сосновецкого «Заглембе» был одним из главных бомбардиров команды, дважды становясь лучшим бомбардиром чемпионата Польши, а в 1970 году Анджей был признан лучшим игроком года в Польше по версии издания «Sport».
В течение 1974—1976 годов защищал цвета французского «Страсбура».
Завершил профессиональную игровую карьеру во французском «Тулоне» из Лиги 2, за который выступал в течение сезона 1976/1977.

## Выступления за сборную
В 1965 году дебютировал в официальных матчах в составе национальной сборной Польши.
В составе сборной был участником Олимпиады в Мюнхене в 1972 году, где вместе со сборной стал олимпийским чемпионом.
В течение карьеры в национальной команде, которая длилась 8 лет, провёл в форме главной команды страны 25 матчей и забил 11 голов.

## Смерть
Умер 23 апреля 2024 года в Сен-Мандрие-сюр-Мер в возрасте 79 лет.

## Титулы и достижения

### Командные
- Обладатель Кубка Польши (2):

«Заглембе» (Сосновец): 1961/62, 1962/63
- Олимпийский чемпион (1):

Польша: 1972

### Личные
- Лучший бомбардир чемпионата Польши: 1969/70, 1970/71
- Игрок года в Польше по версии издания «Sport»: 1970
- Член польского Клуба 100